# 南大井
南大井（みなみおおい）は、東京都品川区の地名。現行行政地名は南大井一丁目から南大井六丁目。住居表示実施済区域。

## 地理
品川区の南東部に位置する。北部は立会川に接し、これを境に品川区東大井に接する。東部は品川区勝島に接する。南部は大田区大森北・大森本町に接する。西部は品川区大井・大田区山王にそれぞれ接する。町域中央付近を南北に第一京浜と桜新道がそれぞれ通っている。また首都高速道路の鈴ヶ森出入口が設置されている。町域内には京急本線が第一京浜と平行して走っている。地域内には大森海岸駅がある。また、町域外であるが六丁目の南西方向には京浜東北線大森駅が至近にある。町域内は幹線道路沿い付近にマンションやビルなどが見られるほかは、主に住宅地となっている。また、六丁目の大森駅周辺は商店やビルなどが見られる。六丁目の一角には大森ベルポートがあり、いすゞ自動車本社などが入っていた（同本社は、2022年5月に横浜市西区高島の横濱ゲートタワーに移転）。二丁目の第一京浜沿いには、当地の鈴ヶ森刑場跡が東京都の旧跡として残っている。

### 地価
住宅地の地価は、2025年（令和7年）1月1日の公示地価によれば、南大井6-3-16の地点で89万7000円/m2となっている。

## 歴史
- 延宝8年8月6日（1680年8月29日） - 鈴ヶ森の一本松が暴風により倒れる[6]。
- 1876年（明治9年） - 地租改正により、浜川が北浜川と南浜川に分かれる[7]。
- 1926年（大正15年）9月 - 立会川から森前（現西大井）・馬込村方面を結ぶ路線バスが運行開始[8][9]。
- 1932年（昭和7年）10月1日 - 荏原郡大井町・入新井町が廃止され、東京市品川区（一部は大森区）となる[10]。
- 1954年（昭和29年）5月1日 - 大田区山王一丁目のうち東海道本線東側の大部分が大井坂下町・大井水神町に、大田区入新井一丁目の一部が大井海岸町に編入する[11]。
- 1965年（昭和40年）8月6日 - 一丁目の店舗から不審火により出火して付近延焼。住宅など3棟を全焼、京浜中央病院2棟を半焼。死傷者は出なかったが、病院の入院患者が救急車で搬送されるなど混乱した[12]。
- 1995年（平成5年）4月 - 開かずの踏切であった東海道本線桐畑踏切に代わり、桐畑地下道が開通[13]。
- 2019年（令和元年）10月1日 - 東京都は三丁目、六丁目を暴力団排除条例に基づき暴力団排除特別強化地域に指定[14]。地域内では暴力団員との間でみかじめ料のやりとりや便宜供与などが禁止され、違反者は支払った側であっても懲役1年以下または罰金50万円以下の罰則が科される[15]。
- 2023年（令和5年）9月4日 - 三丁目で行われているビジネスホテル解体工事の安全対策に不備があり、実際に道路の傷めたり隣のマンションの一部を破損しており品川区が工事を停止するように施工業者に指示した[16][17][18]。

### 住居表示実施前後の町名の変遷
現在の南大井は、1964年（昭和39年）1月1日に、住居表示の実施と同時に設定された。それ以前も、単に大井地区の南部として「南大井」と呼ばれることがあった。
| 実施後       | 実施前                                              | 備考                                         |
| ------------ | --------------------------------------------------- | -------------------------------------------- |
| 南大井一丁目 | 大井南浜川町の東半分                                |                                              |
| 南大井二丁目 | 大井鈴ヶ森町の東半分、大井海岸町の東半分            | 大井海岸町の一部は大田区入新井一丁目から編入 |
| 南大井三丁目 | 大井海岸町の西半分、大井鈴ヶ森町の南西              | 大井海岸町の一部は大田区入新井一丁目から編入 |
| 南大井四丁目 | 大井南浜川町の西半分、大井寺下町（南大井四丁目1番） |                                              |
| 南大井五丁目 | 大井寺下町の大部分、大井水神町の北半分              |                                              |
| 南大井六丁目 | 大井水神町の南半分、大井坂下町                      | 一部は大田区山王一丁目から編入               |

## 世帯数と人口
2023年（令和5年）1月1日現在（東京都発表）の世帯数と人口は以下の通りである。
| 丁目         | 世帯数     | 人口     |
| ------------ | ---------- | -------- |
| 南大井一丁目 | 1,887世帯  | 3,618人  |
| 南大井二丁目 | 2,162世帯  | 4,026人  |
| 南大井三丁目 | 4,341世帯  | 6,074人  |
| 南大井四丁目 | 2,260世帯  | 3,504人  |
| 南大井五丁目 | 2,888世帯  | 5,242人  |
| 南大井六丁目 | 3,054世帯  | 4,737人  |
| 計           | 16,592世帯 | 27,201人 |

### 人口の変遷
国勢調査による人口の推移。
| 年                 | 人口   |
| ------------------ | ------ |
| 1995年（平成7年）  | 19,594 |
| 2000年（平成12年） | 20,694 |
| 2005年（平成17年） | 22,316 |
| 2010年（平成22年） | 23,459 |
| 2015年（平成27年） | 25,668 |
| 2020年（令和2年）  | 28,924 |

### 世帯数の変遷
国勢調査による世帯数の推移。
| 年                 | 世帯数 |
| ------------------ | ------ |
| 1995年（平成7年）  | 9,203  |
| 2000年（平成12年） | 10,180 |
| 2005年（平成17年） | 11,858 |
| 2010年（平成22年） | 13,350 |
| 2015年（平成27年） | 15,200 |
| 2020年（令和2年）  | 17,764 |

## 学区
区立小・中学校に通う場合、学区は以下の通りとなる（2020年4月時点）。
| 丁目         | 番地     | 小学校               | 中学校（2019年度入転学） |
| ------------ | -------- | -------------------- | ------------------------ |
| 南大井一丁目 | 1〜17番  | 品川区立浜川小学校   | 品川区立鈴ヶ森中学校     |
| 南大井一丁目 | その他   | 品川区立鈴ヶ森小学校 | 品川区立鈴ヶ森中学校     |
| 南大井二丁目 | 全域     | 品川区立鈴ヶ森小学校 | 品川区立鈴ヶ森中学校     |
| 南大井三丁目 | 全域     | 品川区立鈴ヶ森小学校 | 品川区立鈴ヶ森中学校     |
| 南大井四丁目 | 14〜20番 | 品川区立鈴ヶ森小学校 | 品川区立鈴ヶ森中学校     |
| 南大井四丁目 | 6〜13番  | 品川区立浜川小学校   | 品川区立鈴ヶ森中学校     |
| 南大井四丁目 | その他   | 品川区立浜川小学校   | 品川区立浜川中学校       |
| 南大井五丁目 | 1〜9番   | 品川区立浜川小学校   | 品川区立浜川中学校       |
| 南大井五丁目 | 10〜15番 | 品川区立浜川小学校   | 品川区立鈴ヶ森中学校     |
| 南大井五丁目 | その他   | 品川区立鈴ヶ森小学校 | 品川区立鈴ヶ森中学校     |
| 南大井六丁目 | 全域     | 品川区立鈴ヶ森小学校 | 品川区立鈴ヶ森中学校     |

| 丁目         | 番地     | 小学校               | 中学校               |
| ------------ | -------- | -------------------- | -------------------- |
| 南大井一丁目 | 1〜17番  | 品川区立浜川小学校   | 品川区立浜川中学校   |
| 南大井一丁目 | その他   | 品川区立鈴ヶ森小学校 | 品川区立鈴ヶ森中学校 |
| 南大井二丁目 | 全域     | 品川区立鈴ヶ森小学校 | 品川区立鈴ヶ森中学校 |
| 南大井三丁目 | 全域     | 品川区立鈴ヶ森小学校 | 品川区立鈴ヶ森中学校 |
| 南大井四丁目 | 14〜20番 | 品川区立鈴ヶ森小学校 | 品川区立鈴ヶ森中学校 |
| 南大井四丁目 | その他   | 品川区立浜川小学校   | 品川区立浜川中学校   |
| 南大井五丁目 | 1〜15番  | 品川区立浜川小学校   | 品川区立浜川中学校   |
| 南大井五丁目 | その他   | 品川区立鈴ヶ森小学校 | 品川区立鈴ヶ森中学校 |
| 南大井六丁目 | 全域     | 品川区立鈴ヶ森小学校 | 品川区立鈴ヶ森中学校 |

## 交通

### 鉄道
南大井における鉄道駅として、南東端付近に京急本線大森海岸駅がある。北東部では、隣の立会川駅が近い。また、南西方向にある大森駅も多く利用される（大森駅は大田区大森北にあるが、当地域と跨って設置されている「大森駅歩道橋」が北口改札と連絡している）。

### バス
2022年（令和4年）3月28日から、品川区コミュニティバス「しなバス」の運行が開始され、大森駅北口・さくら会前のバス停が設置されている。そのほか、京浜急行バスが大井町駅・八潮・平和島方面などへ運行されている。

## 事業所
2021年（令和3年）現在の経済センサス調査による事業所数と従業員数は以下の通りである。
| 丁目         | 事業所数    | 従業員数 |
| ------------ | ----------- | -------- |
| 南大井一丁目 | 91事業所    | 754人    |
| 南大井二丁目 | 54事業所    | 477人    |
| 南大井三丁目 | 265事業所   | 3,230人  |
| 南大井四丁目 | 106事業所   | 964人    |
| 南大井五丁目 | 115事業所   | 1,143人  |
| 南大井六丁目 | 586事業所   | 26,620人 |
| 計           | 1,217事業所 | 33,188人 |

### 事業者数の変遷
経済センサスによる事業所数の推移。
| 年                 | 事業者数 |
| ------------------ | -------- |
| 2016年（平成28年） | 1,300    |
| 2021年（令和3年）  | 1,217    |

### 従業員数の変遷
経済センサスによる従業員数の推移。
| 年                 | 従業員数 |
| ------------------ | -------- |
| 2016年（平成28年） | 33,192   |
| 2021年（令和3年）  | 33,188   |

## 施設

### 南大井一丁目
- 品川区立南大井文化センター
- 天祖・諏訪神社

### 南大井二丁目
- 品川区立鈴ヶ森中学校
- 鈴ヶ森刑場跡
- 大経寺

### 南大井三丁目
- 品川区立大井海岸公園[34]
- コーワシステム本社
- 田中商事本社
- 平河ヒューテック本社
- 三菱電機冷熱プラント本社

### 南大井四丁目
- 品川区立浜川公園[35]
- 品川区立浜川小学校
- 品川区立鈴ヶ森小学校
- タマチ工業本社

### 南大井五丁目
- 品川区立大井水神公園（六丁目にも続く）- 「品川」の文字をモチーフにしたモニュメントが設置されている[36]。
- 水神社

### 南大井六丁目
- 大森ベルポート（日立製作所本社部門の一部など）
- 東京都住宅供給公社 大森駅前住宅
- 品川区立大井坂下公園- ユニバーサルデザイン遊具が設置されている[37]。
- いすゞ病院
- 日立大森第二ビル - ヨーク・ホールディングス・イトーヨーカ堂本社、シェルガーデン本部
- 西友大森店 − 西友リテールサポート本社、キネカ大森
- 大森プライムビル − エイティング本社

## その他

### 日本郵便
- 郵便番号 : 140-0013[3]（集配局 : 品川郵便局[38]）。